# In controluce (Wretched)
In controluce è l'ultimo EP del gruppo hardcore punk milanese Wretched, pubblicato nel 1989.

## Tracce
1. In controluce
2. Libero e selvaggio

## Formazione
- Gianmario - voce
- Daniele - chitarra
- Gianluca - basso
- Zambo - batteria